# Київський завод електротранспорту
Київський завод електротранспорту, КЗЕТ — завод у Києві, Україна. За час свого існування завод випускав велику кількість моделей тролейбусів і проводив ремонт тролейбусів, трамваїв та вагонів метро, невеликі обсяги виробництва продовжуються й зараз. Завод на 88 % належить ЗАО Транссервіс-Інвест.

## Коротка історія підприємства

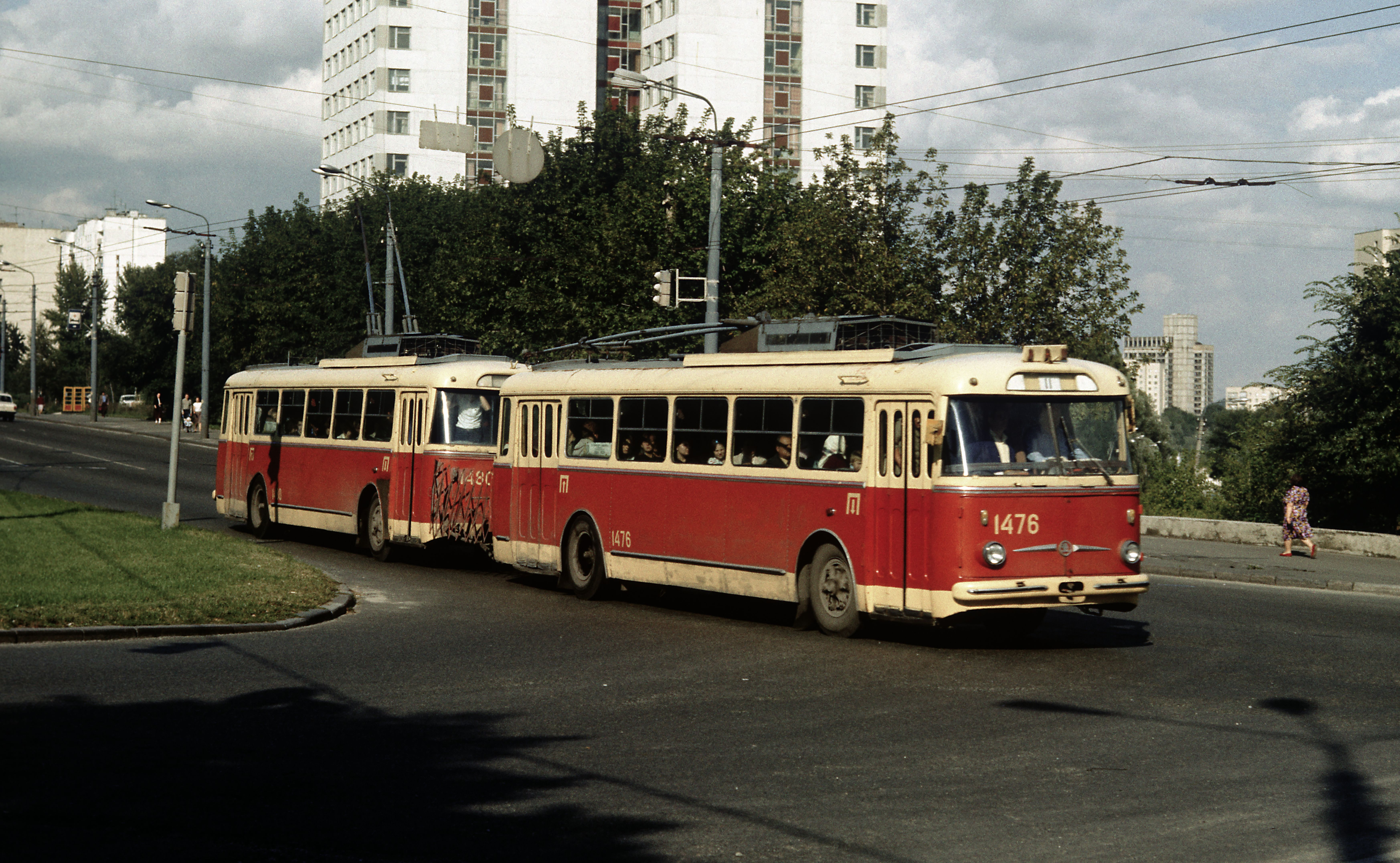
Поїзд з двох тролейбусів Škoda 9Tr з'єднаних за системою Володимира Веклича з удосконаленим поворотно-зчепним пристроєм у Києві, 1986

Протягом 1904—1906 років один із трамвайних парків міста, а саме Васильківський, розташований на південній околиці Києва (Велика Васильківська вулиця поблизу сучасної Либідської площі), було перетворено у вагоноремонтні майстерні.
Майстерні спершу лише виконували ремонт вагонів, але згодом почали також випускати вагони. У 1920-30-ті роки підприємство мало назву «Завод імені Домбаля» та продовжувало випуск двовісних моторних та причіпних вагонів, хоча перед Другою Світовою війною було випущено невелику партію 4-вісних вагонів. У 1936 році завод отримав назву «Київський трамвайний завод імени тов. Ф. Е. Дзержинського».
По війні, особливо у 1950-ті роки, вже Київський завод електротранспорту зберігає власний профіль — окрім ремонтів, продовжує випуск не лише трамваїв, а й тролейбусів. Зокрема, до 1968 року випускалися трамваї таких моделей: КТВ-55 та КТП-55 (моторні та причіпні вагони), КТВ-57 (двосторонні вагони) та тролейбуси КТБ-1, К-2, К-2, К-3, К-4, К-5ЛА, К-6.
У 1967 році на заводі була розроблена робоча документація та почалося виробництво тролейбусних поїздів київського винахідника Володимира Веклича . Всього на кінець 1989 року було переобладнано 612 тролейбусів для управління за системою Володимира Веклича. Загальний пробіг цих тролейбусів у режимі дволанкових поїздів склав на кінець 1989 року 551,2 млн машино-кілометрів.
Однак 1968 року згідно із зобов'язаннями СРСР перед країнами Соцтабору на КЗЕТі згорнули виробництво трамваїв та тролейбусів.
У 1970-80-ті роки КЗЕТ переходить на виробництво вантажних тролейбусів під спільним індексом КТГ (Київський Тролейбус Вантажний, Киевский Троллейбус Грузовой).
Лише у 1991—1993 роках на заводі знову почали виробляти тролейбуси — було виготовлено невеликі партії тролейбусів К-11 у зчленованому та одинарному виконанні. Окрім того, продовжувався ремонт трамваїв та тролейбусів.
2005 року завод було перенесено зі старого місця на територію Подільського трамвайного депо. З 2004 року (серійно — з 2008) завод на базі вагонів Татра Т3SU виготовляв вагони К3RN (за документами позначається також як K3UA); останній такий було випущено 2012 року. Також здійснюється капітально-відновлювальний ремонт тих самих вагонів Татра Т3SU.

## Продукція

### Трамваї
- КТВ-55
- КТП-55
- КТВ-57

### Тролейбуси
- КТБ-1
- Київ-2
- Київ-4
- Київ-5
- Київ-6
- Київ-11
- Київ-11у

### Тролейбусні поїзди
- Тролейбусні поїзди МТБ-82[4]
- Тролейбусні поїзди Київ-2[3]
- Тролейбусні поїзди Київ-4[3]
- Тролейбусні поїзди Škoda 9Tr[4]